# In tierischer Mission
In tierischer Mission (Originaltitel: Good Boy!) ist eine US-amerikanische Fantasy-Filmkomödie aus dem Jahr 2003. Regie führte John Robert Hoffman, der gemeinsam mit Zeke Richardson das Drehbuch anhand der Erzählung Dogs from Outer Space von Zeke Richardson schrieb. Der Film startete am 1. April 2004 in den deutschen Kinos.

## Handlung
Der zwölfjährige Owen Baker träumt von einem Hund. Seine Eltern erlauben ihm, sich des Hundes Hubble anzunehmen. Owen freundet sich mit der gleichaltrigen Connie Flemming an, die in der Nachbarschaft wohnt. Die Familie zieht jedoch um und dem Jungen bleibt Hubble als sein Begleiter.
Eines Tages wacht Owen auf und entdeckt, dass der Hund zu ihm spricht – mit Worten, die Owen versteht. Er erfährt, dass die Hunde von einem Hundeplaneten gekommen sind, um die Kolonisation der Erde vorzubereiten. Hubble kam vor einiger Zeit nach, um die Vorbereitungen zu inspizieren. Etwas später wird der Hund Dane als Kontrolleur geschickt.
Hubble und zahlreiche andere Hunde werden von der Erde abgezogen; das ungeklärte Verschwinden mehrerer Hunde wird in den Medien thematisiert. Owen spricht zu Hubble so, als ob dieser ihn hören könnte. Währenddessen erklärt Hubble in einem Raumschiff einem anderen Hund das Wesen der Freundschaft zwischen den Menschen und den Hunden.
Die Bakers ziehen erneut um. Kurz vor derer Abreise kommen mit einem kleinen Raumschiff einige Hunde wieder auf die Erde. Darunter befindet sich Hubble, der Owen verspricht, dass er bei ihm bleiben wird.

## Kritiken
Roger Ebert schrieb in der Chicago Sun-Times vom 10. Oktober 2003, der Film verlange vom Zuschauer zu glauben, eine überlegene Art könne ohne Hände leben und nackt rumlaufen („The movie asks us to consider a race of superior beings who are built a few feet off the ground, lack opposable thumbs and walk around nude all the time“). Die Aliens im Film Signs – Zeichen seien – damit verglichen – ein Musterbeispiel der Plausibilität.
Film-Dienst schrieb, der Film sei eine „anspruchslose Komödie mit sprechenden Tieren, die vom sympathischen Charme des Hauptdarstellers und der Tiere“ lebe. Sie werfe „einen Blick auf die Freundschaft zwischen Mensch und Hund“.

## Auszeichnungen
Liam Aiken und der Film als Beste Familienkomödie wurden im Jahr 2004 für den Young Artist Award nominiert.

## Hintergründe
Der Film wurde in Vancouver gedreht. Seine Produktionskosten betrugen schätzungsweise 17 Millionen US-Dollar. Der Film spielte in den Kinos der USA ca. 37,6 Millionen US-Dollar ein.